# 朱鼒𰘆
弘農康僖王朱鼒（1528年—1572年），明朝慶藩第四代弘農王，弘農恭定王朱台泙的庶長子。

## 生平
朱鼒初封鎮國將軍。嘉靖二十八年（1549年）四月，弘農恭定王朱台泙去世。嘉靖三十三年（1554年）四月，朱鼒襲封弘農王。
隆慶六年（1572年），朱鼒去世，享年四十五歲，諡號康僖。三年後，嫡長子朱倪𩵑襲爵。

## 家庭

### 妻
- 王氏，初冊為鎮國將軍夫人，嘉靖三十三年（1554年）四月冊為弘農王妃[2]。

### 子
- 嫡長子：弘農長子→弘農恭順王朱倪𩵑